# Усеиново
Усе́иново — деревня в Сасовском районе Рязанской области России. Входит в состав Агломазовского сельского поселения.

## Географическое положение
Деревня находится в южной части Сасовского района, в 32 км к югу от райцентра на реке Цне.
Ближайшие населённые пункты:

— Раково — примыкает с севера;

— Ямбирно — примыкает с юга.
Ближайшая железнодорожная станция Сасово в 32 км к северу по асфальтированной дороге.

## Природа

#### Климат
Климат умеренно континентальный с умеренно жарким летом (средняя температура июля +19 °С) и относительно холодной зимой (средняя температура января −11 °С). Осадков выпадает около 600 мм в год.

## История
С 1861 г. деревня Усейново входило в Ямбирнскую волость Шацкого уезда Тамбовской губернии.
С 2004 г. и до настоящего времени входит в состав Агломазовского сельского поселения.
До этого момента входила в Усадовский сельский округ.

## Население
| 1984 | 1989 | 2007 | 2010 |
| ---- | ---- | ---- | ---- |
| 80   | ↘54  | ↘24  | ↗26  |

## Инфраструктура

#### Инженерная инфраструктура
Электроэнергию село получает по тупиковой ЛЭП 10 кВ от подстанции 110/35/10 кВ "Теньсюпино".